# Hans Walder
Hans Walder (* 22. Juni 1920 in Eglisau; † 7. Januar 2005 in Seftigen; heimatberechtigt in Eglisau und Glattfelden) war ein Schweizer Jurist und Bundesanwalt.

## Leben
Hans Walder war der Sohn des Notars Jakob Walder und der Emilie Walder geb. Eberl. Er studierte an der Universität Zürich und promovierte 1945 in Rechtswissenschaften zum Dr. iur. Von 1945 bis 1946 amtete er als Auditor des Bezirksgerichts Bülach ZH. 1949 wurde er ordentlicher Bezirksanwalt des Bezirks Zürich und 1954 kantonaler Staatsanwalt. Er war Rechtsanwalt. Von 1967 bis 1973 war er ausserordentlicher und von 1973 bis 1983 ordentlicher Professor für Strafrecht, Strafprozessrecht und strafrechtliche Hilfswissenschaften an der Universität Bern. Er war von 1968 bis 1974 Schweizer Bundesanwalt, also Chef der Bundesanwaltschaft. Der «Fall Kälin» um DDR-Spionage 1973 zählte zu den schwersten Spionageaffären in der Schweiz zur Zeit des Kalten Krieges. 1989 ergab sich in der Fichenaffäre, dass Walder ab 1969 den Telegrammverkehr in die damalige DDR überwachen liess.
Er war verheiratet mit Odette Gabrielle Jeanjaquet.

## Schriften
- Kriminalistisches Denken. Verlag Kriminalistik, Hamburg 1955. Fortgeführt von Thomas Hansjakob: 10. Auflage Heidelberg 2016, ISBN 978-3-7832-0043-0.
- Die Vernehmung des Beschuldigten. Dargestellt am Beispiel des zürcherischen und deutschen Strafprozeßrechtes. Verlag Kriminalistik, Hamburg 1965 (= Habil.).